# Aortaboog
De aortaboog  of arcus aortae is de boogvormige overgang van de aorta tussen de aorta ascendens en de aorta descendens. De aortaboog begint ter hoogte van het gewricht tussen het borstbeen en de tweede rechter rib (angulus Ludovici). Dit punt bevindt zich op dezelfde hoogte als de tussenwervelschijf tussen de vierde en vijfde borstwervel. De slagader en loopt dan omhoog en draait naar achteren. De boog loopt voor en links langs de trachea om vervolgens over te gaan in de aorta descendens. De overgang tussen de arcus aortea en de aorta descendens vindt wederom plaats ter hoogte van de angulus Ludovici. Uit de aortaboog ontspringen de truncus brachiocephalicus, die verderop zal splitsen in de arteria subclavia dextra en arteria carotis communis dextra, aan de rechterkant, aan de linkerkant de arteria carotis communis sinistra en arteria subclavia sinistra.
Klinisch is de aortaboog van belang in het kader van het aortaboogsyndroom, een term gebruikt voor verschillende vormen van afsluiting van de aortaboog, dat zich klinisch presenteert door een lage of afwezige polsslag aan de armen en benen en klachten passend bij een verminderde doorstroming van deze extremiteiten, zoals etalagebenen.